# Никитин, Михаил Яковлевич
Михаил Яковлевич Никитин — советский хозяйственный и политический деятель.

## Биография
Родился в 1924 году в посёлке Черепеть. Член КПСС.
Участник Великой Отечественной войны: член истребительного отряда, партизан, миномётчик в составе 212-го стрелкового полка
В 1964—1968 гг. — первый секретарь Мытищинского горкома КПСС.
В 1968—1974 гг. — заведующий отделом организационно-партийной работы Московского обкома КПСС.
Делегат XXIII и XXIV съездов КПСС.
Умер в 2018 году в Москве.

## Награды
- Орден Отечественной войны II степени
- Орден Трудового Красного Знамени (дважды)
- Орден Знак Почёта
- Медаль «За отвагу»